# Nanisme insular

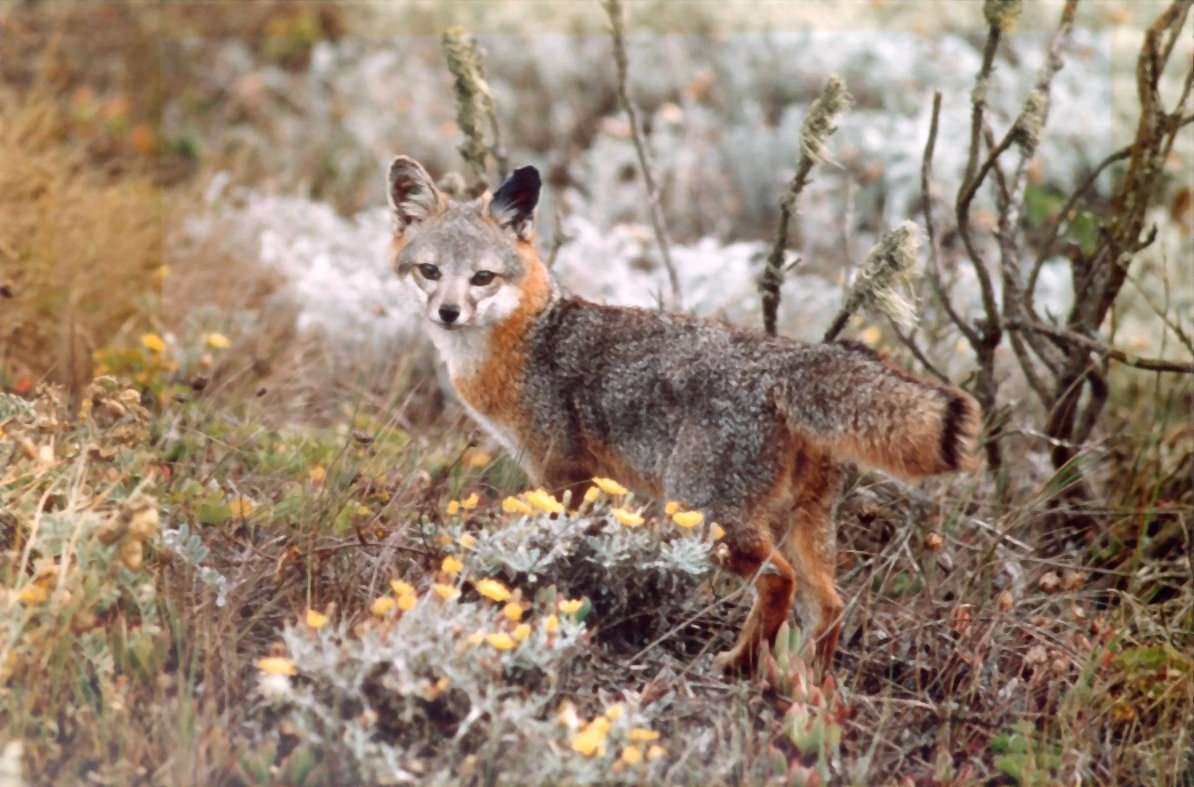
Una guineu grisa de les illes Santa Bàrbara (Urocyon littoralis), exemple de nanisme insular. És la guineu més petita d'Amèrica del Nord.

El nanisme insular és un procés evolutiu que tendeixen a patir les espècies animals en medis tancats de mida reduïda, com ara illes, i pel qual tendeixen a desenvolupar una disminució de la mida per a adaptar-se a la limitació de recursos. La mida és una característica molt variable que, seleccionada de manera estricta, pot augmentar o reduir-se a gran velocitat en comparació amb els canvis exercits per altres processos evolutius. El procés invers és el gegantisme insular, típic dels animals (rosegadors, llangardaixos, tortugues, insectes, etc.) que en general són més petits en el continent.
Els exemples més típics d'aquest efecte són restes d'espècies extintes d'elefants nans trobades en algunes illes del mar Mediterrani i de l'illa de Flores (Indonèsia) a l'est d'Àsia. També en destaca el cas dels mamuts nans de les illes de Creta i Sardenya.
Actualment, el més cèlebre és el d'una nova espècie (Homo floresiensis) humana trobada també a l'illa de Flores, que mesurava aproximadament un metre d'alçada i que sembla haver evolucionat de poblacions d'Homo erectus (amb una mida mitjana similar a la dels humans), que arribaren a l'illa fa uns 800.000 anys.
El nanisme insular ha estat ben estudiat en els hipopòtams i bòvids, tot i que es dona en moltes espècies animals, incloent-hi carnívors com el llop japonès, el tigre de Bali o el cocodril de Cuba. El registre fòssil també mostra que el nanisme insular també afectà algunes espècies de dinosaures durant el període Cretaci.
A l'arxipèlag Juan Fernández, un grup d'illes del Pacífic sud, hi ha una raça de cabres assilvestrades que presenta aquest procés evolutiu. Els exemplars originals tenien la mida d'una cabra normal; foren introduïts a les illes per pirates i bucaners al segle xviii i avui en dia la seva mida és de menys de la meitat de l'original.